# Americká podpora Kuomintangu
Americká podpora Kuomintangu probíhala od 30. let 20. století, kdy Japonsko nejdříve uchvátilo Mandžusko prostřednictvím incidentu v Mukdenu, k němuž došlo v roce 1931, a následně v roce 1937 vypukla druhá čínsko-japonská válka (1937–1945). Čínská vojska si americkou podporu a mimo jiné také podporu Sovětského svazu udržovala po celou dobu války v Tichomoří (1937–1945). Po vypuknutí druhé fáze čínské občanské války (1946–1949) Američané nadále podporovali Kuomintang v čele s Čankajškem a příliv finančních prostředků a vojenského vybavení neustal ani poté, kdy se Kuomintang vzdal pevninské Číny a odebral se na ostrov Tchaj-wan.

## Pozadí
Ve 30. letech 20. století americká vláda udržovala odstup od konfliktů a problémů, které se Spojených států netýkaly. Taková politika byla v souladu s takzvanými Neutrality Acts, které vstoupily v platnost právě ve 30. letech jako reakce na nepokoje v Evropě a v Asii. Tyto nepokoje naznačovaly další válečný konflikt, jemuž se Spojené státy po zapojení do první světové války (1914–1918) chtěly vyhnout . Neangažovanost Spojených států v mezinárodním dění byla však narušena vypuknutím druhé světové války .
Japonská expanze do oblasti Tichomoří přímo zasáhla zájmy Spojených států, což nakonec americkou vládu přinutilo k tomu, aby se vzdala neutrality a připojila se na stranu Číny. Postupně si Američané začali uvědomovat, že podpora Číny je nutná i z toho důvodu, že na čínském území bylo během bojů v Tichomoří uvázáno velké množství japonských vojáků, kteří by v jiném případě mohli být nasazeni v boji proti USA. V roce 1941 proto byly americké zákony o neutralitě nahrazeny takzvaným Lend-Lease Act, jenž umožňoval USA poskytnout finanční i materiální podporu státům, které byly napadeny jinou mocností . Ve skutečnosti však USA podporovaly Čínu už ve 30. letech – od prosince 1938 do listopadu 1940, ještě před schválením Lend-Lease Act, totiž administrativa amerického prezidenta Franklina Roosevelta poskytla Číně úvěr v hodnotě 170 milionů amerických dolarů . V menších částkách se však finanční pomoc Kuomintangu dostávala i předtím.

## Válka v Tichomoří (1937–1945)
Ještě před vstupem USA do druhé světové války (1941) proudila americká finanční a materiální podpora směrem do Číny, v níž v roce 1927 prostřednictvím vojenského puče přejal moc Čankajšek .
Washington v létě roku 1941 prohlásil, že do Číny vysílá materiální a i nemateriální podporu, která by měla Číňanům napomoci v boji proti Japoncům . Spojené státy také zdůraznily, že podpora se týká pouze Kuomintangu a nikoli čínských komunistů. Americká podpora tedy poskytla čínské vládě oficiální status i v mezinárodní politice.
Spojené státy však nebyly jedinou zemí, jež nejen finančně podporovala čínskou nacionalistickou vládu – další pomocnou sílou byl Sovětský svaz, který od roku 1938 do roku 1940 poskytl Kuomintangu na 500 milionů amerických dolarů ve formě vojenských úvěrů a také do Číny postupně vyslal asi tisíc vojenských letadel a více než dva tisíce dobrovolníků bojujících proti Japonsku .
Přestože Sovětský svaz poskytoval finanční a vojenskou pomoc výhradně nacionalistům a nikoli čínským komunistům, nacionalistické vedení Číny označilo sovětskou pomoc za napomáhání čínským komunistům, aby tak získalo americkou podporu . V roce 1940 Čankajšek údajně prohlásil, že od USA žádá ekonomickou i vojenskou pomoc v boji proti komunistům, kteří podle jeho slov měli být podporováni Sovětským svazem. Když pak Američané Čankajškovi slíbili půjčku v hodnotě sta milionů amerických dolarů, nic mu nebránilo v tom, aby v průběhu války proti Japonsku zároveň bojoval proti komunistům, kteří měli své základny v severočínských provinciích .
Po roce 1941 americká finanční pomoc proudila do Číny nadále . Pro Američany byl Čankajškův režim stabilizační sílou, která měla potenciál proměnit Čínu ve světovou velmoc, což se Spojeným státům hodilo vzhledem k tomu, že doufaly, že by se Čína v sovětsko-americkém konfliktu přidala na stranu Spojených států .
Na přílivu amerických dolarů do Číny se podílela také Čankajškova manželka – Sung Mej-ling. Ne všechny získané prostředky však byly použity k podpoře čínského režimu a vojska. Čankajškův režim byl zkorumpován, a tak nebylo překvapivé, že si jeho příbuzní a blízcí zmonopolizovali nákup amerických dluhopisů a peníze používali i pro vlastní potřeby. Jelikož Kuomintang pro Ameriku představoval spojence a nástroj pro reformu Číny, Roosevelt před korupcí čínských představitelů zavíral oči a doufal, že Čanakjšek pod svou vládou nakonec sjednotí celou Čínu .
Americký prezident Franklin Roosevelt věřil, že Čína by měla patřit k páteři OSN, v roce 1943 ji dokonce formálně přiřadil k Velké trojce a utvořil tak „systém čtyř“, jehož úkolem bylo dohlížet na dění ve světě – Spojené království mělo dohlížet na Evropu, Sovětský svaz měl kontrolovat střední Asii a oblast Středního východu, Čína měla dohlížet na Dálný východ a Spojené státy na Ameriku . Čankajšek se tak poprvé přidal k představitelům Spojených států a Spojeného království na konferenci v Káhiře. Roosevelt doufal, že po porážce Japonska v Tichomoří se z Číny stane vedoucí země, která bude americkým spojencem a Spojené státy budou ovlivňovat její politiku .
V roce 1945 však došlo ke zlomu a Spojené státy přestaly Čínu finančně podporovat – Harry Truman, který ve funkci vystřídal Roosevelta, si uvědomoval zkorumpovanost čínského režimu a stavěl se proti Čankajškovu laxnímu postoji k boji proti Japonsku. Čankajšek totiž upřednostňoval boj proti komunistům, což chtěly Spojené státy po dobu dalšího průběhu války v Tichomoří omezit a soustředit se na boj s Japonským císařstvím. Vyzvaly proto Čankajška ke sjednocení a reorganizaci vojsk, včetně komunistických jednotek. Truman se s Čankajškem navíc domluvil na kontrole veškerých vojenských operací v jižní části Číny. Američané tak řídili většinu vojenských akcí, posílali do Číny vojáky, poradce, vojenskou techniku a zásobovali Čínu ropou a dalšími surovinami. Přestože tedy finanční pomoc v polovině 40. let kolísala, počet amerických vojenských důstojníků a zaměstnanců v Číně rostl každý rok od roku 1941 až do konce války.
Do konce roku 1942 počet amerických vojáků v Číně dosahoval asi 1 250, v říjnu 1943 jejich počet stoupl na 4 800. V roce 1945 dosáhl celkový počet Američanů v Číně asi 60 tisíc . K výcviku kuomintangských vojsk, k čemuž byl pověřen americký generál Joseph Stilwell, také vznikala nová čínsko-americká vojenská výcviková střediska v Indii, v jihočínské provincii Jün-nan a v provincii Kuang-si.
Jakmile skončila válka proti Japonsku, čínští komunisté se nahrnuli do Mandžuska, aby převzali japonskou kapitulaci a díky Sovětům a japonským jednotkám, které mezi Kuomintangem a komunisty nerozlišovaly, se také dostali k vojenské technice. Kuomintang se snažil komunisty předehnat – zmocňoval se měst, zatímco komunisté se zaměřovali na venkov. Po kapitulaci Japonska v roce 1945 tak v Číně znovu propukl ideologický konflikt mezi Kuomintangem a Komunistickou stranou Číny v čele s Mao Ce-tungem. Americká vojska napomáhala nacionalistům a bránila velká města před vpádem komunistických jednotek. V průběhu druhé fáze čínské občanské války byla směrem ke Kuomintangu obnovena také finanční podpora.

## Čínská občanská válka (1946–1949)
Vůdce Kuomintangu, Čankajšek, během války proti Japoncům zároveň vedl také válku proti čínským komunistům, kteří během čínsko-japonského konfliktu setrvávali v severní oblasti Číny a přijímali do svých řad nové členy, zejména vesnické obyvatelstvo .
Po ukončení druhé světové války v roce 1945 byly ozbrojené síly Kuomintangu přinejmenším dvakrát silnější než komunistické jednotky, navíc měly výhodu v podobě americké výzbroje a zásob a také pomoci amerického námořnictva .
Američané se nejdříve snažili o sblížení komunistů s nacionalisty prostřednictvím Marshallovy mise. Chtěli zabránit vypuknutí dalšího konfliktu, mise však skončila neúspěšně a boje se mezi Číňany obnovily v roce 1946. Truman Kuomintang vojensky podporoval ještě před obnovením občanské války , ale finanční pomoc byla Čankajškovi znovu přidělena až v roce 1947, když svaloval své neúspěchy na nedostatečnost americké pomoci a Truman se obával rostoucího vlivu komunismu .
Trumanova podpora Čankajška byla mimo jiné podmíněna také názory americké veřejnosti – obával se toho, že pokud Kuomintang odřízne od americké pomoci, jeho administrativa bude viněna z kolapsu čínského nacionalistického režimu a Truman tak ztratí podporu amerických občanů . Proto, přestože považoval za důležitější dění v Evropě a Marshallův plán a chtěl pomoc Kuomintangu značně limitovat, nakonec požádal americký Kongres o dalších 570 milionů amerických dolarů na Čankajškovu podporu, z nichž 400 milionů bylo Číně v roce 1948 darováno.
Americká pomoc souvisela i s Trumanovou doktrínou – Američané chtěli za každou cenu zabránit proměně Číny v komunistickou zemi , proto pro ně bylo šokující, když i přes americkou podporu nacionalisté proti komunistům prohráli a byli nuceni opustit pevninu a stáhnout se na ostrov Tchaj-wan. Čankajškova neschopnost a zkorumpovanost nakonec vyvolala odpor amerických deníků a novin, které volaly po zastavení toku amerických dolarů do rukou čínských nacionalistů .
V roce 1950 nakonec Truman prohlásil, že se Spojené státy nebudou vměšovat do čínské občanské války, ale přesto budou ekonomicky nápomocné Čankajškovu režimu, poskytnou mu vojenskou podporu a poradenství . Situace se však opět změnila s vypuknutím války v Koreji v roce 1950.

## Podpora Čínské republiky na Tchaj-wanu
Když jednotky Čínské lidové republiky vstoupily do Korejské války a Američané umírali z rukou legií Mao Ce-tunga, Američané obnovili svou podporu směřující k Čankajškovi . Ekonomická pomoc se tak stala nástrojem, kterým Spojené státy bránily průniku komunismu na ostrov Formosa (Tchaj-wan).
V průběhu Korejské války (1950–1953) americké jednotky umístěné v oblasti Tchajwanského průlivu bránily Čínské lidové republice v útoku a v obsazení ostrova . V roce 1950 Truman pro vojenskou pomoc Čankajškovu režimu na Tchaj-wanu vyhradil 14 milionů amerických dolarů . Tato finanční částka měla napomoci obraně Čínské republiky na Tchaj-wanu proti útokům ze strany komunistické Čínské lidové republiky. Tchajwanská bezpečnost byla v roce 1951 dále posílena podepsáním Smlouvy o vzájemné obraně a asistenci a dalšími 50 miliony amerických dolarů . Do modernizace Čankajškova námořnictva a letectva následně Američané investovali dalších 21 milionů a američtí poradci se opět aktivně zapojovali do výcviku nacionalistických sil . Trumanův návrat k podpůrné politice Čankajškova režimu měl za následek zastavení čínské občanské války v oblasti Tchajwanského průlivu  ale také rozvoj celého ostrova. Americké programy napomáhaly průmyslovému rozvoji a rekonstrukci venkova – s pomocí americké finanční podpory vznikaly nové programy na podporu ekonomického rozvoje a industrializace Tchaj-wanu. Za přímého zásahu Spojených států se prohloubil tchajwanský proces ekonomických reforem a rapidně rostl soukromý sektor .
Hospodářská pomoc Spojených států pokračovala až do roku 1965, kdy byla tchajwanská ekonomika natolik silná, aby se obešla bez další podpory . V roce 1965 byla tedy americká finanční podpora zastavena. Mezi lety 1950-1965 Tchaj-wan obdržel asi 1,5 miliardy amerických dolarů v rámci ekonomické podpory a dalších 2,4 miliard v rámci vojenské pomoci – v tomto období byl Tchaj-wan šestým největším příjemcem americké ekonomické podpory  – Spojené státy americké poskytly asi 13 % veškerých investic do tchajwanského průmyslu, 59 % všech investic do zemědělství a 74 % celkových investic do infrastruktury. Z veškeré americké pomoci bylo až 83 % poskytnuto Kuomintangu ve formě nevratných grantů a pouze 17 % představovalo splatné půjčky. Politika USA navíc umožnila Tchaj-wanu udržet si čínské křeslo v mezinárodních organizacích jako OSN .
V sedmdesátých letech došlo však v rámci americké politiky k významným změnám – v roce 1972 Richard Nixon jako první americký prezident navštívil Čínskou lidovou republiku a vztahy mezi Spojenými státy a Čínskou lidovou republikou se začaly oteplovat . V roce 1979, po smrti Mao Ce-tunga a za působení amerického prezidenta Jimmyho Cartera, obě země navázaly diplomatické vztahy.
To však pro USA neznamenalo ukončení vztahů s Tchaj-wanem – v roce 1979 bylo zaručeno zachování kulturních, obchodních a dalších neoficiálních vztahů mezi Spojenými státy a Tchaj-wanem prostřednictvím takzvaného Taiwan Relations Act .
Dokument uvádí, že „mír a stabilita v oblasti jsou v politických, bezpečnostních a ekonomických zájmech Spojených států a patří mezi záležitosti mezinárodního významu“ a že „rozhodnutí Spojených států navázat diplomatické vztahy s Čínskou lidovou republikou se opíralo o očekávání, že budoucnost Tchaj-wanu bude určena mírovými prostředky“ . Oddíl číslo 3 dále opravňuje Spojené státy, aby „poskytly Tchaj-wanu zbraně obranného charakteru“. Taiwan Relations Act tedy zajistil, že americké zákony platné před rokem 1979 pro Tchaj-wan nadále platí bez ohledu na jeho diplomatický satus, stejně tak byla zachována americká pomoc ve formě vojenského vybavení určeného pro ochranu .
V průběhu osmdesátých let se Tchaj-wan začal otevírat, opustil dokonce pasivní politiku ve vztahu k pevnině, začal monitorovat a studovat situaci a provádět praktickou politiku ve vztahu k Čínské lidové republice . Tchajwanským prezidentem Ťiang Ťing-kuoem bylo v roce 1987 prosazeno zrušení výjimečného stavu a nastalo období demokratizace.